# 贝里克 (路易斯安那州)
贝里克（英語：Berwick），是美国路易斯安那州下属的一座城市。根据2010年美国人口普查，该市有人口4,946人。建置上，属于“town”。